# Bundesautobahn 117
Bundesautobahn 117 eller A 117 er en motorvej ved Berlin, Tyskland. Den kaldes også Abzweig Treptow.